# 定長
定长（1705年—1768年），又名定常，伊尔根觉罗氏，满洲正黄旗人，官至总督。

## 生平
定长为闽浙总督喀尔吉善长子，监生出身。雍正十三年（1735年），授内阁中书。乾隆三年（1738年），升侍读，五年（1740年），继任由家族世袭的世管佐领职位。九年（1744年），授徐州知府。十二年（1747年），升淮徐道。十三年（1748年），升山东按察使。十四年（1749年），升陕西布政使。十五年（1750年），升安徽巡抚。接下来三年，定长接连调任广西、山西、贵州巡抚。二十二年（1757年）二月，乾隆帝南巡，定长请求觐见，乾隆帝令其顺路先至浙江拜访其父喀尔吉善，并赐诗，“迎銮当入觐，述职并宁亲。此意原嘉尔，推恩讵一人？西南门户固，礼乐僮苗新。抚远惟安静，庶因福及民。”五月，跟随尚书刘统勋前往云南察云贵总督恒文勒索属下官员一案，获得查实，朝廷当即以定长代理总督。
六月，调任山西巡抚，尚未赴任，喀尔吉善病卒，定长因此丁忧。十一月，授副都统衔，奉命赴西路军营督办屯田，因所派官员未能有所收获，部议革职，乾隆帝命留任。二十五年（1760年），补任兵部右侍郎。二十六年（1761年），授福建巡抚，在产粮和海禁方面提出了一系列建议。三十一年（1766年）二月，升湖广总督。同年，桂阳发生冤狱事件，查出前任巡抚李因培与藩司赫升额、知州张宏燧之间的不法情事。三十二年（1767年）二月，部议定长有失察之责，应革职，被乾隆帝赦免。六月，因送过境兵役时滥用竹兜，定长再度被部议革职，结果再度被赦免。次年（1768年），定长病卒，部议论抚恤。三十四年（1769年），代理总督高晋弹劾荆州副都统石亮年老平庸，乾隆帝追责定长徇私庇佑，取消其恤典。
定长长子台布，袭骑都尉世职，曾任乾清门侍卫；次子台斐音，曾任官山海关副都统。